# Krzysztof Kownacki
Krzysztof Kownacki (ur. 22 września 1951 w Krakowie, zm. 17 września 2020 w Grabówkach pod Krakowem) – polski pasjonat, działacz i przedsiębiorca muzyczny, pierwszy menedżer zespołu Maanam, Izraela, założyciel sklepu i wydawnictwa muzycznego Pop Magic, jeden z pierwszych hipisów w Polsce.

## Era hipisów
W drugiej połowie lat 60. do Polski dotarła ideologia hipisowska. Była ona popularna głównie wśród nastoletniej młodzieży i studentów, dlatego jej głównymi ośrodkami były przede wszystkim miasta studenckie, takie jak Kraków, Wrocław i Warszawa. Pierwszymi krakowskimi "dziećmi kwiatami" byli m.in. "Pies", "Amok", "Prorok", "Faron", późniejsza wokalistka Maanam "Kora", "Galia" oraz "Lalka". Krzysztof Kownacki przystąpił do ruchu pod koniec szkoły średniej, w 1968 r. Jak każdy hipis również miał swój pseudonim, "Profesor", który wziął się od noszonych przez niego okularów.
W 1971 roku wyjechał z Krakowa do Lublina i rozpoczął studia teologiczne na Katolickim Uniwersytecie Lubelskim. W wynajmowanym mieszkaniu kwitło życie towarzyskie i kulturalne, zjeżdżali tu hipisi i nie-hipisi z całej Polski. Do miejscowego klubu "Kuluary", który mieścił się w niedużej piwnicy, regularnie przyjeżdżali tacy muzycy jak Tomasz Stańko, Władysław Jagiełło, Mieczysław Kosz czy zespół Osjan.
Po dwóch latach w Lublinie wrócił do Krakowa, gdzie rozpoczął studia na wydziale filozoficzno-historycznym Uniwersytetu Jagiellońskiego. Jednocześnie w dalszym ciągu uczestniczył w życiu hipisowskim i artystycznym Krakowa, zacieśniając przyjaźnie m.in. z malarzem Piotrem Markiem oraz Korą. W roku 1977 ukończył studia, jednak nie napisał pracy magisterskiej.
W 1979 r. zaczął pracować w krakowskim PSJ. Zaowocowało to m.in. Trasą koncertową z Maciejem Zembatym. Niedługo później rozpoczął działalność jako kierownik zespołu Maanam.

## Maanam
W 1979 r. Maanam nagrał pierwszy singiel, "Hamlet". Latem tego roku Marek i Kora spotkali się przypadkiem z Krzysztofem w Krakowie, w przejściu podziemnym pod Alejami przy „Jubilacie”, dając mu materiał do przesłuchania. Kownacki został ich menedżerem, oficjalnie nazywanym „kierownikiem muzycznym”. Jeszcze w 1979 r. została przygotowana trasa koncertowa. Od 1980 r. Maanam zatrudnił się jako zespół muzyczny przy Zakładach Przemysłu Ciągnikowego "Ursus" w Warszawie. W tym samym roku ustabilizował się również najsłynniejszy skład grupy z Bogdanem Kowalewskim na gitarze basowej, który wystąpił na festiwalach w Jarocinie oraz Opolu. W sierpniu Maanam nagrał debiutancki album, który sprzedał się w milionowym nakładzie. Wyjeżdżali na dwu-, trzytygodniowe trasy dając nawet kilka koncertów dziennie.
Grupa została zaproszona do udziału w filmie "Wielka Majówka". Obraz ukazał się w 1981 roku i na fali popularności zespołu także odniósł sukces. Krzysztof Kownacki na ekranie zastąpił niedysponowanego akurat basistę Bogdana Kowalewskiego.
Wiosną 1982 r. muzycy wyruszyli w trasę po Europie: Holandia, Niemcy, Francja. Kownacki był menedżerem Maanamu do połowy 1982 roku.

## Izrael
Pracując znów w PSJ organizował trasy koncertowe m.in. Budgie, Republiki, Perfectu. W 1983 r. został menedżerem zespołu Izrael, za sprawą Milo Kurtisa, który gościnnie grał w zespole na kongach. Do krakowskiego koncertu w Teatrze STU scenografię i reklamę koncertu zrobili Piotr Marek i Jolanta Kownacka.
Wiosną 1983 r., gdy Izrael przygotowywał się do wydania pierwszej płyty, szef grupy, Robert Brylewski, zaprosił na nagrania do warszawskiego studia "Wawrzyszew" Piotra Marka ze skonstruowanymi przez niego przetwornikami dźwięku. Przyczyniły się one do stworzenia pionierskiego, dubowego brzmienia na płycie "Biada, biada, biada", która ostatecznie ukazała się w 1985 r. (Pronit). Na tylnej okładce albumu znajdują się specjalne podziękowania dla Marka.
W sierpniu 1983 r. odbyła się trasa Izraela z kultowym, londyńskim zespołem reggae Misty In Roots. W tym samym roku Kownacki zorganizował również koncerty Bo Diddley'a w Krakowie i Lestera Bovie z Art Ensamble of Chicago w filharmonii krakowskiej.
Pod koniec 1983 r. rozpoczął współpracę z kontrabasistą Witoldem Eugeniuszem Szczurkiem. W styczniu następnego roku powstały nagrania do pierwszej płyty "Basspace".

## Pop Magic
4 grudnia 1984 r. Kownacki otworzył sklep muzyczny Pop Magic przy ul. Karmelickiej 7 w Krakowie. Był to jeden z pierwszych prywatnych sklepów muzycznych w Polsce. Czarne wnętrze z ćwiekowaną ladą i srebrnymi "panczurami" na ścianach było koncepcją Piotra Marka. W sklepie pracował również Andrzej "Püdel" Bieniasz z zespołu Püdelsi. Sklepy, hurtownie i wydawnictwa Pop Magic trwały do 1998 r.
W międzyczasie Krzysztof Kownacki wydał kasetę Izraela "Życie jak muzyka - Live '93", sprawował management nad płytą John Porter Band "Alexandria", a w 1994 r. nad płytą De Press "Groj Skrzypko Groj".

## W uznaniu twórczości Piotra Marka
Dwa lata po samobójczej śmierci Piotra Marka w 1985 r., malarza, rzeźbiarza, performera, autora muzyki, tekstów i image'u grupy Düpą, doprowadził do wydania płyty Kora Püdelsi "Bela Pupa". To z jego inicjatywy do nagrań została zaproszona Kora, a producentem nagrań został Neil Black. Nagrania trwały od 15 do 31 lipca 1987 r. w studiu nagrań Jacka Mastykarza przy Teatrze Stu w Krakowie. Płyta ukazała się w 1988 r. Jednocześnie w tym samym czasie wyprodukował archiwalny longplay DÜPĄ z domowymi nagraniami Piotra Marka oraz fragmentami zachowanych koncertów, który ostatecznie do tej pory nie został wydany i pozostaje w podziemiu.
W 1995 r. wraz ze swoją żoną, Jolantą Kownacką, wystąpił w filmie "Małpi hymn", który był hołdem dla Piotra Marka i został zrealizowany z okazji 10 rocznicy Jego śmierci przez byłego wokalistę Püdelsów, Przemysława Trębacza, dla krakowskiego oddziału Telewizji Polskiej. Jest to jedyny dokument powstały na temat tego wybitnego malarza i muzyka.